# Suikkassuaq

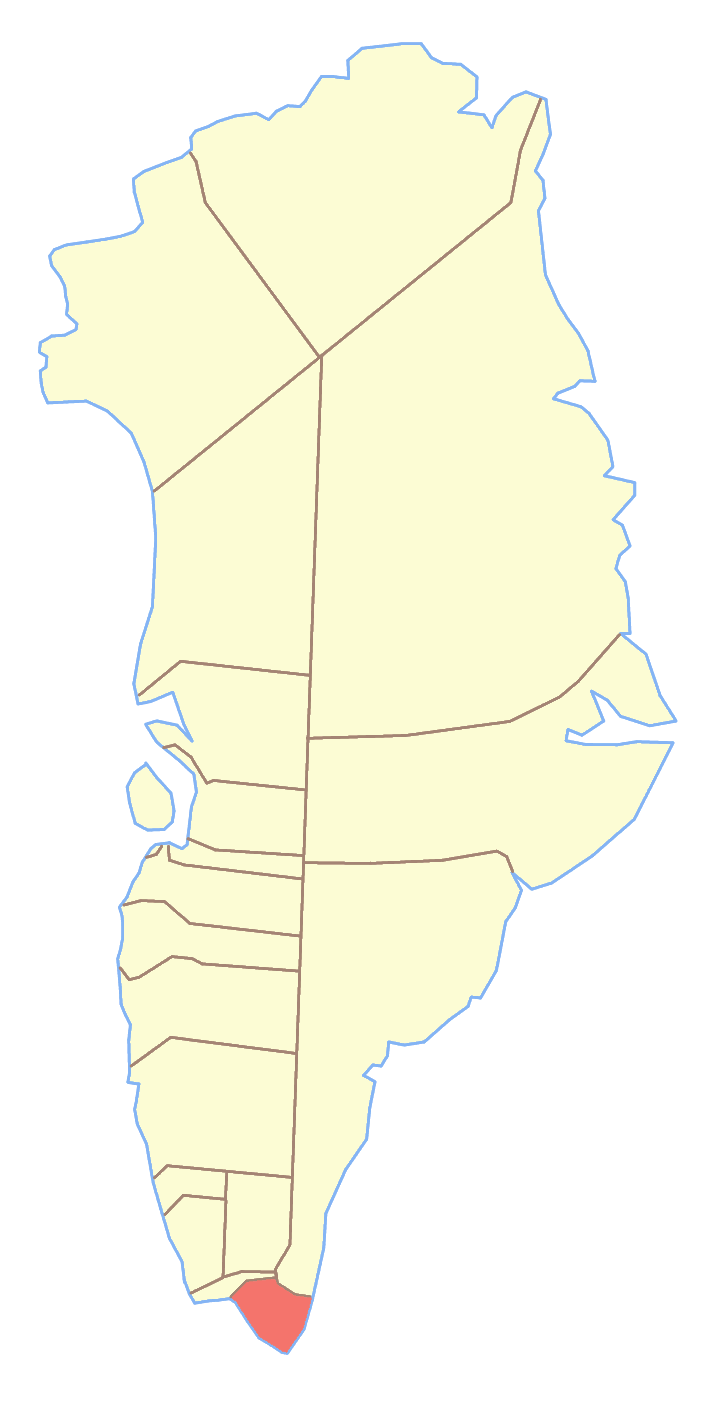
Ex comune di Nanortalik, dove si trovava il Suikkassuaq

Il Suikkassuaq è una montagna della Groenlandia di 1524 m. Si trova a 60°21'N 44°36'O; appartiene al comune di Kujalleq.